# Li Yan (patinage de vitesse sur piste courte)
Pour les articles homonymes, voir Li Yan.
Dans ce nom chinois, le nom de famille, Li, précède le nom personnel.
Li Yan, née le 8 septembre 1968 dans le district de Baoquanling (province du Heilongjiang), est une athlète chinoise, patineuse de vitesse sur piste courte, vice-championne olympique en 1992.

## Palmarès
- Jeux olympiques d'hiver de 1992 à Albertville
  -  Médaille d'argent sur 500 m
- Jeux olympiques d'hiver de 1988 à Calgary (Démonstration)
  -  Médaille d'or sur 1 000 m
  -  Médaille de bronze sur 500 m
  -  Médaille de bronze sur 1 500 m